# بيل ترافرز
بيل ترافرز (بالإنجليزية: Bill Travers)‏ (و. 1922 – 1994 م) هو ممثل، ومخرج أفلام، وكاتب سيناريو، ومنتج أفلام، وممثل أفلام من المملكة المتحدة، والمملكة المتحدة لبريطانيا العظمى وأيرلندا، ولد في نيوكاسل أبون تاين، توفي في دوركينغ، عن عمر يناهز 72 عاماً.

## جوائز
حصل على جوائز منها:

عضو رتبة الإمبراطورية البريطانية

## وصلات خارجية
- بيل ترافرز على موقع IMDb (الإنجليزية)
- بيل ترافرز على موقع ألو سيني (الفرنسية)
- بيل ترافرز على موقع أول موفي (الإنجليزية)
- بيل ترافرز على موقع قاعدة بيانات برودواي على الإنترنت (الإنجليزية)
- بيل ترافرز على موقع قاعدة بيانات الأفلام السويدية (السويدية)
- بيل ترافرز على موقع إن إن دي بي (الإنجليزية)
- بيل ترافرز على موقع قاعدة بيانات الفيلم (الإنجليزية)
- بيل ترافرز على موقع كينوبويسك (الروسية)